# Projekt 23650
Das Projekt 23650, Deckname  Lider (russisch Лидер; dt.: Führer/Anführer), war eine geplante Klasse von sehr großen, schwer bewaffneten und über Tarnkappeneigenschaften verfügende Lenkwaffenzerstörern/-kreuzern der Russischen Marine. Sie wurde ab 2016 geplant, der Bau sollte 2020 beginnen, die Indienststellung ab 2023 erfolgen. Im April 2020 wurde das Projekt bis auf Weiteres ausgesetzt.

## Geschichte
Die Projektgenehmigung wurde 2013 erteilt, und 2015 erhielt das Severnoye Design Bureau den Auftrag zur Schaffung einer kleineren nichtnuklearen und schwereren nuklear betriebenen Variante des zukünftigen Zerstörers. 2016 übergab das Krylow-Forschungszentrum der russischen Marine den vorläufigen Entwurf des Zerstörers. Zunächst sollten zwölf Schiffe gebaut und zwischen Russlands Nord- und Pazifikflotte aufgeteilt werden. Später wurde der Bau von acht Schiffen erwähnt.
In einem Bericht vom Mai 2017 wurde darauf hingewiesen, dass der Zerstörer der Lider-Klasse für 2018–2027 aufgrund von Finanzierungskürzungen aus dem russischen Rüstungsprogramm gestrichen worden war. Im Juni 2017 gab die United Shipbuilding Corporation jedoch bekannt, dass das russische Verteidigungsministerium das vorläufige Design des Zerstörers der Lider-Klasse genehmigt hatte.
Im Februar 2019 wurde beschlossen, anstelle der vorgeschlagenen 12–13.000-Tonnen-Variante, die mit einem Gasturbinenantrieb ausgestattet ist, die 19.000 Tonnen schwere nuklearbetriebene Variante des Zerstörers zu bauen. Bis Ende der 2020er Jahre sollten zwei Schiffe zu einem Preis von 100 Mrd. RUB pro Schiff gebaut werden. Es wird angenommen, dass der Bau eines ersten Schiffs bereits 2023 beginnen könnte.
Am 18. April 2020 berichtete die russische Zeitung Interfax, dass das Severnoye Design Bureau die Entwicklung der Lider-Klasse eingestellt habe. Im Juni berichtete Alexei Rakhmanov, Leiter der United Shipbuilding Corporation, jedoch, dass das Projekt noch nicht abgeschlossen sei.

## Design
Laut dem Berater des Generaldirektors des staatlichen Forschungszentrums von Krylow, Waleri Polowinki, der den vorläufigen Entwurf des Zerstörers ausgearbeitet hat: „Die Lider wird ein Universalschiff sein, in einer dreifach-Rolle als Zerstörer, großes ASW-Schiff (Anti-Submarine Warfare) und Lenkwaffenkreuzer, während es kleiner ist als Projekt 1144-Schiffe und dabei weit mehr Waffen tragen kann“, wie The Defense Talk berichtete. Der neue Zerstörer „soll die Sowremenny-Klasse, die wichtigsten Anti-Kriegsschiffe der russischen Marine, sowie die Slava-Klasse Kreuzer und die Udaloy-Klasse Anti-U-Boot-Zerstörer“ ersetzen.
Der neue Zerstörer wird über ein umfangreiches Lebensmittellager verfügen, wodurch er 90 Tagen unabhängig operieren kann.  Die Schiffe werden etwa 230 m (754 ft 7 Zoll) lang und 20 Meter (65 ft 7 Zoll) breit sein sowie eine maximale Geschwindigkeit von 32 Knoten (59 km / h) erreichen. Es wird geschätzt, dass die Schiffe bis zu 19.000 Tonnen verdrängen. Insgesamt sollten sie eine Kombination von mindestens 200 Raketen verschiedener Varianten tragen. Ein Flugdeck und ein Hangar bieten Platz für bis zu zwei Ka-27- oder Ka-32- Hubschrauber.